# Серийные убийства девушек в Санта-Розе
 В первой половине 1970-х годов в городе Санта-Роза, округе Сонома и в районе Северного Залива, штат Калифорния, произошло не менее восьми нераскрытых убийств и исчезновений девушек и женщин, путешествовавших автостопом (англ. Santa Rosa Hitchhiker Murders). Обнажённые тела жертв были найдены на насыпях дорог и в водоёмах неподалёку от них.

## Убийства

### Ивонн Уэбер и Морин Стерлинг
Тринадцатилетняя Ивонн Лайза Уэбер (англ. Yvonne Lisa Weber; род. 29 января 1959) и двенадцатилетняя Морин Луиза Стерлинг (англ. Maureen Louise Sterling; род. 18 февраля 1959) ученицы средней школы «Герберт Слейтер» в Санта-Розе, пропали без вести в районе девяти часов вечера 4 февраля 1972 года после посещения катка «Редвуд-Эмпайр». Последний раз их видели голосующими на Герневилл-Роуд к северо-западу от Санта-Розы. Тела были обнаружены 28 декабря, в 3,5 километрах к северу от Портер-Крик-Роуд на Франц-Вэлли-Роуд на крутой насыпи к востоку от проезжей части на расстоянии около двадцати метров от неё. Там же были найдены: серьга, оранжевые бусы и ожерелье с крестом на 14 карат. От тел девушек остались лишь скелеты, по которым причину их смерти определить не удалось.

### Ким Уэнди Аллен
4 марта 1972 года Ким Уэнди Аллен (англ. Kim Wendy Allen; род. 22 сентября 1952 года), 19-летняя студентка художественной специальности колледжа в Санта-Розе, ехала автостопом с работы домой из Ларкспера в Сан-Рафел. Двое мужчин, подвозивших её, последний раз видели её около 17:20 голосующей около пересечения Белл-Авеню с Шоссе 101. Девушка держала при себе бочонок, наполненный соей, на котором была надпись китайскими иероглифами.
Тело было обнаружено на следующий день на насыпи Энтерпрайз-Роуд в ручье в Санта-Розе. У погибшей были связаны запястья и лодыжки, перед смертью она подверглась изнасилованию. Смерть наступила в результате удушения проводом, продлившегося около получаса. На теле были обнаружены следы спермы, рядом с телом — серьга. Следы вверху насыпи могли свидетельствовать о том, что преступник упал или поскользнулся, перенося либо сбрасывая вниз тело. С мужчин, подвозивших девушку, были сняты подозрения после того, как один из них прошёл тест на полиграфе.

### Лори Ли Керса
11 ноября 1972 года в полицию обратилась мать Лори Ли Керса (англ. Lori Lee Kursa; родилась 26 февраля 1959 года), 13-летней ученицы средней школы «Лоренс Кук» в Санта-Розе, с заявлением о пропаже своей дочери. До этого дочь несколько раз сбегала из дома. Последний раз её видели в живых 20 или 21 ноября её друзья в Санта-Розе, у которых она на тот момент жила. Тело было найдено в ущелье на расстоянии около 15 метров от Калистога-Роуд к северо-востоку от парка Ринкон-Вэлли в Санта-Розе. Убийца сбросил тело с насыпи. Причиной смерти послужило смещение первого и второго шейных позвонков. Жертва не была изнасилована и погибла от одной до двух недель до обнаружения тела. Возможный свидетель похищения впоследствии рассказал, что в один из вечеров с 3 по 9 декабря на Паркхерст-Драйв видел, как двое мужчин заталкивали в фургон девушку, похожую по описанию на Керса. Фургон, за рулём которого был белый мужчина с причёской в стиле «афро», уехал на север по Калистога-Роуд.

### Кэролин Дейвис
Последний раз 14-летнюю Кэролин Надин Дэвис (англ. Carolyn Nadine Davis; род. 3 декабря 1958 года), жительницу округа Шаста, видела её бабушка, высадившая её у почтового отделения в Гарбервилле. Тело было обнаружено 31 июля всего в метре от места, где семью месяцами ранее были обнаружены останки Стерлинг и Уэбер. Смерть наступила за 10—14 дней до обнаружения тела. Её причиной стало отравление стрихнином. Неизвестно, подвергалась ли перед смертью девушка изнасилованию. По заявлениям следователей, в связи с тем, что растительность на склоне не была потревожена, тело могло было быть сброшено с дороги.

### Тереза Уолш
22 декабря 1973 года Тереза Дайан Смит Уолш (англ. Theresa Diane Smith Walsh; род. 25 марта 1950 года), 23-летняя жительница Миранды, намеревалась добраться автостопом из Малибу к родителям в Гарбервилл, чтобы присоединиться к празднованию семьёй Рождества. Последний раз её видели на пляже «Зума-Бич» в Малибу. Шесть дней спустя каякеры обнаружили её тело в ручье Марк-Уэст-Крик. Тело девушки находилось под водой частично. Девушка была связана по рукам и ногам бельевой верёвкой, изнасилована и задушена. Из-за прошедших сильных дождей тело могло переместиться в воде на несколько километров.

### Неопознанные останки
6 июля 1979 года в ущелье около Калистога-Роуд был найден скелет женщины. Он находился примерно в ста метрах от места, где за семь лет до этого были обнаружены останки Лори Ли Керса. По возрасту останков предположили, что они принадлежат Джанет Камахил, однако сравнение зубной карты дало отрицательный результат. Жертва была связана по рукам и ногам, а её рука была сломана незадолго до убийства. Причину смерти установить не удалось. Возраст жертвы определили равным 19 годам, девушка имела волосы рыжего или золотисто-каштанового цвета и носила контактные линзы. При жизни у неё было сломано ребро, но к моменту убийства эта травма зажила.

## Исчезновения

### Лайза Смит
Лайза Смит (англ. Lisa Smith), 17-летняя жительница Петалумы, пропала без вести 16 марта 1971 года. Последний раз её видели голосующей на Хирн-Авеню в Санта-Розе около семи часов вечера. 29 марта в газете Press Democrat было сообщено, что девушка по имени Лайза Смит была незадолго до этого выписана из больницы в Новато, где она лечилась от ран, полученных, по её словам, в ходе избиения человеком, который подвозил её, когда она путешествовала автостопом. Неизвестно, была ли это Лайза Смит, пропавшая 16 марта. Тело никогда не было найдено, поэтому девушка до сих пор числится пропавшей без вести.

### Джанет Камахил
Джанет Камахил (англ. Jeannette Kamahele; род. 10 февраля 1952), 20-летняя студентка колледжа в Санта-Розе, пропала 25 апреля 1972 года. Последний раз её видели голосующей на въезде на Шоссе 101 в Котати. По словам свидетеля, её друга, девушка села в светло-коричневый пикап «Chevrolet», за рулём которого был белый мужчина с причёской в стиле «афро». Тело девушки никогда не было найдено.

## Расширенный список жертв, составленный ФБР
В 1975 году ФБР выпустило отчёт, согласно которому c 1972 по 1974 год в штате Калифорния имели место 14 убийств, совершённых одним и тем же лицом. В списке присутствуют шесть жертв из числа вышеперечисленных (за исключением неопознанных останков, найденных в 1979 году), а также:
- 15-летняя Роза Васкес (англ. Rosa Vasquez) пропала 26 мая 1973 года. Тело было найдено 29 мая в Сан-Франциско около входа в парк «Золотые ворота» со стороны бульвара Аргелло[22]. Тело сбросили с дороги в кусты на расстояние около двух метров[23]. Причиной смерти послужило удушение[24]. Девушка работала оператором клавишного перфоратора[англ.] в Военном госпитале Леттермана[англ.] в Пресидио[англ.][22].
- Тело пятнадцатилетней Ивонн Куилантанг (англ. Yvonne Quilantang) было найдено в Бейвью-Хантерс[англ.]. Причиной смерти послужило удушение. Девушка находилась на седьмом месяце беременности[25].
- 16-летняя Анджела Томас (англ. Angela Thomas), тело которой обнаружили 2 июля 1973 года на игровой площадке средней школы имени Бенджамина Франклина в Дейли-Сити, также была задушена[24]. Рядом с телом нашли медальон. Днём раньше девушку видели в Пресидио[26].
- 23-летняя Нэнси Патриша Джидли (англ. Nancy Patricia Gidley), рентгенотехник по профессии,[27] была найдена мёртвой 15 июля 1973 года. Последний раз её видели в мотеле Роудвей-Инн[англ.] 12 июля. Её тело было обнаружено около здания Средней школы Джорджа Вашингтона[англ.]. На теле отсутствовала какая-либо одежда, наличествовала только единственная золотая серёжка в форме рыбки[27]. Было установлено, что смерть наступила в течение суток до момента обнаружения тела[24]. Её причиной стало удушение[25]. Джидли четыре года отслужила в рядах ВВС США и, по рассказам её семьи и друзей из Маунтин-Хом, штат Айдахо, собиралась стать внештатным корреспондентом газеты «San Francisco Chronicle». Также она собиралась в Сан-Франциско стать подружкой невесты на свадьбе друга из ВВС[28].
- Тело 22-летней Нэнси Фьюзи (англ. Nancy Feusi) было найдено в Реддинге[29]. Девушка скончалась от колото-резаных ранений[30]. В 2011 году одна из её пятерых детей, 42-летняя Анджела Дарлин Фьюзи Макэналти (англ. Angela Darlene Feusi McAnulty),[30] была приговорена к смерти за убийство дочери, 15-летней Джанет Мэри Мэплз (англ. Jeanette Marie Maples). Девушка подвергалась пыткам, избиению и морению голодом, последнее и привело к смерти[31]. Анджела Макэналти стала второй за историю штата Орегон женщиной, приговорённой к смертной казни[32] и первой после возобновления там смертной казни в 1984 году[31].
- Тело 21-летней Лоры О’Делл (англ. Laura A. O'Dell), пропавшей 4 ноября 1973 года, было найдено три дня спустя рядом с озером Стоу-Лейк в парке «Золотые ворота». Оно находилось в кустах около сарая для лодок. Руки девушки были связаны за спиной. Смерть наступила по причине удушения, либо из-за ран головы[33].
- Тело 19-летней Бренды Кэй Мерчант (англ. Brenda Kaye Merchant) было обнаружено в овраге в Мэрисвилле. Причиной смерти послужили колото-резаные раны[34].
- Донна М. Браун (англ. Donna M. Braun), 14 лет, была найдена мёртвой в реке Салинас-Ривер[англ.] неподалёку от Монтерея. Девушка была задушена[29].

## Подозреваемые

### Зодиак
Серийный убийца по прозвищу Зодиак орудовал в северной Калифорнии и в Сан-Франциско с 1968 по 1969 год. Жертвами его нападений стали семь человек, пять из которых погибли. Он также прославился язвительными письмами, которые отправлял в местные газеты вплоть до 1974 года. Письма содержали загадочные символы и криптограммы. Личность убийцы не была установлена. На возможную причастность Зодиака к убийствам в Санта-Розе указывает сходство непонятного символа из его письма от 29 января 1974 года, где он брал на себя ответственность за 37 убийств, и китайских иероглифов на бочонке с соей, который несла с собой Ким Аллен, а также его заявление в письме от 9 ноября 1969 года, где Зодиак писал, что впредь будет периодически менять способ убийства и о новых убийствах объявлять не будет.

### Артур Ли Аллен
Артур Ли Аллен, главный подозреваемый по делу Зодиака, во время убийств жил в трейлере в парке трейлеров «Сансет» в Санта-Розе. В 1968 году он был уволен из начальной школы в Валли-Спрингс за подозрения в растлении малолетних. В то же время он был студентом очной формы обучения Государственного Колледжа округа Сонома. 27 октября 1974 года Аллен был арестован сотрудниками офиса шерифа округа Сонома по обвинению в развратных действиях в отношении несовершеннолетнего. 14 марта 1975 года он был признан виновным и приговорён к заключению в Государственном Госпитале в Атаскадеро, где пробыл до конца 1977 года. Роберт Грейсмит в книге «Zodiac Unmasked» пишет, что на телах всех жертв шерифом округа Сонома была обнаружена шерсть бурундука. Артур Ли Аллен, согласно той же книге, коллекционировал и изучал этих животных. Аллен был главным подозреваемым в деле Зодиака с 1971 по 2002 год, когда по результатам анализа ДНК был исключён из числа подозреваемых после сравнения его ДНК с частичным ДНК-профилем Зодиака, полученным из образцов слюны с конвертов, которые использовал Зодиак для своих писем. Также не совпали отпечатки пальцев Аллена с теми, что были найдены в машине таксиста Пола Стайна, жертвы Зодиака, отпечаток ладони с обнаруженным на письме Зодиака от 29 января 1974 года, и образцы почерков.

### Тед Банди
Серийный убийца Тед Банди подозревался в убийствах в Санта-Розе после ареста за аналогичные преступления в штатах Вашингтон, Колорадо, Юта и Айдахо. Банди некоторое время находился в соседнем округе Марин, но после анализа транзакций его банковских карт и перемещений по стране в 1970-х годах и вторично в 1989 году он был исключён из числа подозреваемых, так как на момент убийств находился в штате Вашингтон.

### Прочие
В убийствах подозревался 41-летний преподаватель творческого письма (англ. creative writing) в колледже из Санта-Розы, погибший в ДТП на Шоссе 12 24 октября 1976 года. В числе его вещей был обнаружен рисунок, изображавший садомазохистскую сцену с участием Ким Уэнди Аллен, одной из его бывших учениц.
Также в числе подозреваемых некоторое время находились Лос-Анджелесские серийные убийцы Кеннет Бьянки и Анджело Буоно, известные как «Хиллсайдские душители».

## Текущее состояние
Из общего числа убийств, совершённых в юрисдикции офиса шерифа округа Сонома с 1970 по 2006 год, 54 остались нераскрытыми. В 2011 году замороженные образцы ДНК по некоторым из дел были переданы в Национальную базу данных ДНК.